# Jarred Gillett
Jarred  Gavan Gillett (* 1. November 1986 in Gold Coast, Queensland) ist ein australischer Fußballschiedsrichter, der seit 2021 Spiele in der englischen Premier League leitet. Von 2013 bis 2019 stand er für Australien auf der FIFA-Liste. Seit 2023 ist er erneut bei der FIFA gelistet, diesmal für England.

## Werdegang

### Nationale Ebene
Von der Saison 2010/11 bis zum Ende der Spielzeit 2018/19 pfiff er insgesamt 142 Partien in der A-League, der höchsten Fußballspielklasse in Australien. Er leitete dabei insgesamt fünf Endspiele um die australische Fußballmeisterschaft. 2018 wurde er mit der Leitung des Pokalfinales zwischen Adelaide United und Sydney FC betraut (Endstand 2:1). In diesem Zeitraum kam er auch zu Austauschspielleitungen in der Chinese Super League, der Saudi Professional League, der Indian Super League und der Neuseeländischen Fußballmeisterschaft.
Im Frühjahr 2019 begann Gillett eine Tätigkeit als Postdoc zur Erforschung der Infantile Zerebralparese an der Liverpooler John Moores University und gab daher seine Schiedsrichtertätigkeit in Australien auf. Zu Beginn der Beginn der Spielzeit 2019/2020 wurde er aber in den Schiedsrichterpool der English Football League aufgenommen. Seine erste Begegnung in England pfiff er im April 2019 in der viertklassigen EFL League Two zwischen FC Morecambe und Cheltenham Town. Als während der COVID-19-Pandemie alle nicht diesbezügliche Forschung gestoppt wurde, gab er diese Tätigkeit auf und spezialisierte sich als Profi-Schiedsrichter. Nach zwei Jahren in den unteren, professionellen Spielklassen Englands wurde Gillett zur Saison 2021/22 in die Gruppe der Schiedsrichter aufgenommen, die in Englands höchster Liga, der Premier League, eingesetzt werden können. Sein erstes Spiel war die Begegnung am 6. Spieltag zwischen dem FC Watford und Newcastle United. Er ist damit – nach dem Iren Dermot Gallagher – der zweite nicht-britische und der erste nicht auf den Britischen Inseln geborene Schiedsrichter, der Spiele in der Premier League leitet.
Zu Beginn der Spielzeit 2023/24 wurde Gillett für die Leitung des FA Community Shields nominiert. Ursprünglich war er als Vierter Offizieller vorgesehen gewesen, mit John Brooks als Schiedsrichter. Nachdem sich Brooks drei Tage vor dem Spiel eine „leichte Verletzung“ zugezogen hatte, rückte Gillett entsprechend auf.

### Internationale Ebene
Zum Jahresbeginn 2013 wurde Gillett durch den Australischen Fußballverband für die FIFA-Liste gemeldet, was ihn zur Leitung internationaler Partien berechtigt. Sein Debüt in diesem Bereich gab er im September 2013 bei einem Freundschaftsspiel zwischen den Nationalmannschaften Japans und Guatemalas. Bis zu seinem Weggang aus Australien kam Gillett regelmäßig in den Vereinswettbewerben der AFC – AFC Champions League und AFC Cup – sowie in den Qualifikationsrunden für Welt- und Asienmeisterschaften zum Einsatz. Mit Ablauf des Jahres 2019 endete zunächst auch seine Zeit als FIFA-Schiedsrichter.
Zu Beginn des Jahres 2023 nominierte ihn der Englische Fußballverband erneut für die FIFA-Liste. Seinen ersten Einsatz im Bereich der UEFA verzeichnete er im Februar des gleichen Jahres in der Qualifikation zur U17-EM bei der Begegnung zwischen Spanien und Finnland.

## Persönliches
Gillett studierte Bewegungswissenschaften und hält einen Doktorgrad (Ph.D.) in Biomechanik von der University of Queensland.
Seit seinem Umzug lebt  Gillett mit seiner Frau am nördlichen Stadtrand Liverpools in Bootle.